# Kleine Bambusratte
Die Kleine Bambusratte (Cannomys badius) ist ein grabendes Nagetier aus der Unterfamilie der Wurzelratten. Sie ist vom Himalaya über Bangladesch, Myanmar, Thailand, Laos bis ins nördliche Vietnam verbreitet.
Sie ist die einzige Art der monotypischen Gattung Cannomys.
Mit einer Kopfrumpflänge von 15 bis 25 cm ist sie deutlich kleiner als die „echten“ Bambusratten. Hinzu kommt ein 6 bis 7 cm langer Schwanz. In der Gestalt ähnelt die Kleine Bambusratte einer Taschenratte, ihr fehlen aber die Backentaschen. Das dichte Fell ist grau, hellbraun oder rotbraun gefärbt.
Die Gänge werden sowohl unter Grasland als auch im Waldboden angelegt. Sie reichen sehr tief und werden unter Zuhilfenahme von Klauen und Zähnen ausgehoben. Nachts verlässt die Kleine Bambusratte manchmal den Bau, um auf Nahrungssuche zu gehen. Gefressen werden vor allem Wurzeln und Triebe, aber auch alle anderen Pflanzenteile – keineswegs aber nur Bambus, wie der Name vermuten lassen könnte.
Kleine Bambusratten sollen in Teeplantagen Schaden anrichten können, sind aber nicht häufig genug, um hier eine ernsthafte Bedrohung darzustellen. Im Süden Chinas, Laos und in Myanmar werden sie gegessen.